# Enes Ahmetovic

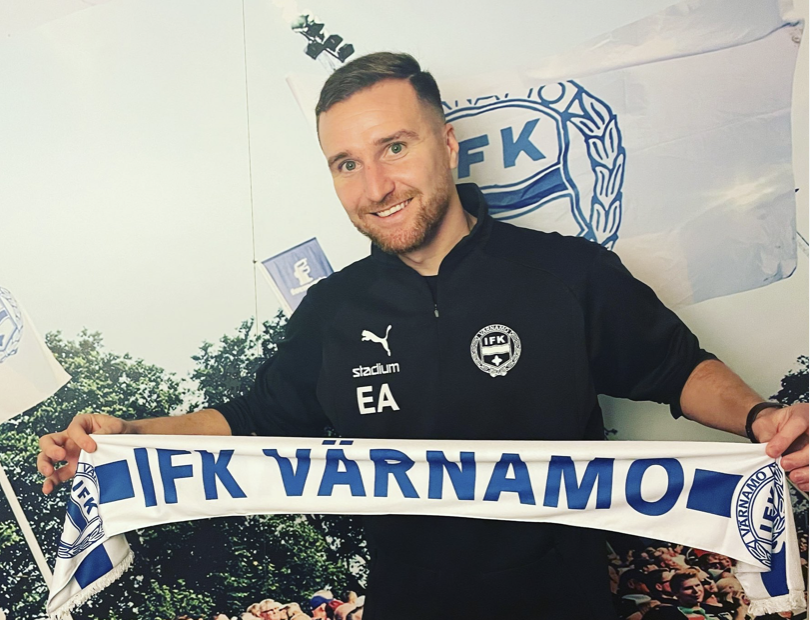

Enes Ahmetovic, född 9 december 1990, är en svensk-bosnisk sportchef.

## Karriär
Den 15 november 2021 presenterades Enes Ahmetovic som sportchef för IFK Värnamo. Det innebar att han blev den yngsta sportchefen i Allsvenskan då han signerade avtalet redan vid 30 års ålder. Vid tillfället då han presenterades blev han även den yngsta sportchefen i Europa att sitta vid rodret i en europeisk högstaliga. I augusti 2024 sade Ahmetovic upp sig från sin tjänst som sportchef för Värnamo.

## Klubbar
- IFK Värnamo (2020-2024)

## Spelarbakgrund
Enes Ahmetovic fostrades i IFK Värnamo där han gick från pojklagen till herrlaget. I representationslaget blev det totalt tre säsonger varav den sista slutade med avancemang till Superettan.